# 巴加斯
巴加斯（法語：Bagas，法語發音：[baɡas]）是法国吉伦特省的一个市镇，属于朗贡区。

## 地理
巴加斯（44°37'30"N, 0°3'21"W）面积3.63 平方千米，位于法国新阿基坦大区吉倫特省，该省份为法国西南部沿海省份，是法國本土面积最大的省，北起滨海夏朗德省，西临大西洋，南至朗德省，东南接洛特-加龍省，东临多爾多涅省。
与巴加斯接壤的市镇（或旧市镇、城区）包括：圣马丹德莱尔姆、卡米朗、莱塞桑特、卢邦斯、拉雷奥勒、圣塞夫。

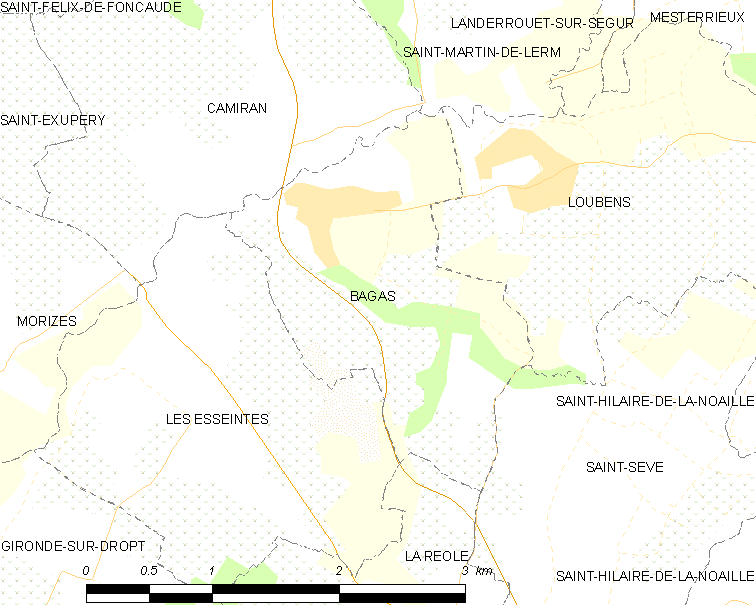
巴加斯的OSM定位图

巴加斯的时区为UTC+01:00、UTC+02:00（夏令时）。

## 行政
巴加斯的邮政编码为33190，INSEE市镇编码为33024。

## 政治
巴加斯所属的省级选区为勒雷奥莱-莱巴斯蒂德县。

## 人口

1962-2008年间巴加斯人口变化图示

巴加斯于2022年1月1日时的人口数量为287人。